# Insomniac's Dream
Insomniac's Dream je EP objavljen od Ademe u 2002. Prodan je u 50.000 primjeraka.
Shattered je vec bio objavljen na nekim međunarodnim inačicama albuma Adema a Nutshell je obrada pjesme sastava Alice in Chains. Immortal je bio glazba za Mortal Kombat: Deadly Alliance, i jedina pjesma s EP-a za koju je napravljen spot.

## Popis pjesama
1. Immortal (4:09)
2. Shattered (3:09)
3. Nutshell (4:28)
4. Freaking Out (Chris Vrenna Remix) (3:52)
5. The Way You Like It (Sam "Sever" Citrin Remix) (3:55)
6. Do What You Want to Do (Live) (3:24)
7. Giving In (Radio Mix) (3:57)